# Sennheiser Orpheus
Sennheiser Orpheus ist die Produktbezeichnung für ein System aus einem elektrostatischen Kopfhörer und einem Röhrenverstärker der Firma Sennheiser. Der Sennheiser Orpheus gilt als der teuerste Kopfhörer der Welt.
Sennheiser verkaufte ab 1991 das System in limitierter Stückzahl von 300 Exemplaren. Kopfhörer („HE90“) und Verstärker („HEV90“) sind handgefertigt. 
Der empfohlene Verkaufspreis betrug 30.000 Mark (entspricht inflationsbereinigt heute etwa 30.600 Euro).
2006 baute Sennheiser einige wenige Kopfhörer des Systems erneut und verkaufte sie für 4.500 US-Dollar (circa 3.500 €) ohne den Röhren-Verstärker.
Im November 2015 stellte Sennheiser eine neuentwickelte Kombination von Kopfhörer und Röhrenverstärker der Öffentlichkeit vor. Diese wird wieder unter dem Namen „Sennheiser Orpheus“ vermarktet und besteht aus dem Kopfhörer HE1060 und dem Röhrenverstärker HEV 1060. Der Preis liegt bei 59.900 €